# Kaiser Károly
Kaiser Károly (Nagyperkáta, 1864. október 11. – Budapest, 1929. december 18.) magyar vegyész, orvos.

## Életpályája
Szülei Kaiser Ferdinánd és Gremsperger Terézia voltak. A Budapesti Tudományegyetem Orvostudományi Karán szerzett oklevelet 1888-ban. Petrik Ottó professzor mellett dolgozott 3 évig (1888–1891), majd bakteriológiai kutatásokat végzett. 1891 és 1911 között a Belügyminisztérium megbízta a kolera elleni bakteriológiai intézet szervezésével és vezetésével. 1911-ben a budapesti József Műegyetemen vegyészmérnöki oklevelet, majd magántanári képesítést szerzett. 1912-ben rendkívüli tanárrá nevezték ki. 1913-tól a bakteriológiai és közegészségügyi központ vegyvizsgáló állomásának igazgatója volt.
Főként a bakteriológia és élelmiszerkémia körében dolgozott.
Sírja a Fiumei úti sírkertben található (35-1-86).

## Művei
- A bakteriológia rövid tankönyve (Budapest, 1899)
- A minőleges elemzés alapvonalai (Budapest, 1903)
- Az emberben élősködő protozoák (Budapest, 1905)
- Sulla pallagra in Ungheria (Budapest, 1906)
- A higany okozta ipari mérgezések (Budapest, 1914)